# Sonya Butt
Pour les articles homonymes, voir Butt.
Sonya Butt, née le 14 mai 1924 à Eastchurch en Angleterre et morte le 21 décembre 2014 à Montréal au Canada, est une agente du service secret britannique Special Operations Executive pendant la Seconde Guerre mondiale.

## Biographie
1924. Naissance de Sonia Esmee Florence Butt le 14 mai, dans le Kent. Elle étudie dans un couvent français des Sœurs de la Sainte-Trinité en Italie. Cela lui donne une maitrise du français sans accent.
1941. Le 14 novembre, elle rejoint la WAAF. Elle y travaille comme administrateur.
1943. Lorsqu'on s'aperçoit qu'elle parle couramment français, elle est recrutée par le SOE. Elle est promue officier (grade : Assistant Section Officer) et rejoint officiellement le SOE le 11 décembre.
1944.
- Pendant son entraînement, elle rencontre Nancy Wake et Violette Szabo, ainsi que le Canadien Guy d'Artois, qu'elle épousera.
- Mai. Le 28, elle est parachutée près du Mans pour être le courrier du réseau HEADMASTER avec le nom de guerre « Blanche ».

- Juin. Elle est arrêtée par les Allemands.

### Après la guerre
Elle a six enfants et vit au Canada avec son mari.
Elle meurt le 21 décembre 2014 à Montréal au Canada)

## Identités
- Nom de naissance : Sonia Esmee Florence Butt
- Nom d’épouse : d’Artois
- Nom de guerre : Blanche
- Nom de code opérationnel RAF : BIOGRAPHER
- Faux papiers : Suzanne Jacqueline Bonvie, née le 14 mai 1918 à Antibes ; domicile 137, rue d’Antibes (Cannes)

## Reconnaissance
- Royaume-Uni : membre de l'Ordre de l'Empire britannique (MBE)[2].